# Matong
Matong est un village australien situé dans la zone d'administration locale de Coolamon en Nouvelle-Galles du Sud. Appartenant à la Riverina, il est établi à 37 km à l'est de Narrandera et à 26 km à l'ouest de Coolamon. La population s'élevait à 164 habitants en 2016.